# Yo! Bum Rush the Show
Yo! Bum Rush the Show is het debuutalbum van PE (Public Enemy).
Op deze plaat staan de volgende nummers:                                                         
1. You're Gonna Get Yours                              4:04
2. Sophisticated Bitch                                 4:30
3. Miuzi Weighs a Ton                                  5:44
4. Timebomb                                            2:54
5. Too Much Posse                                      2:25
6. Rightstarter (Message to a Black Man)               3:48
7. Public Enemy No. 1                                  4:41
8. M.P.E.                                              3:44
9. Yo! Bum Rush the Show                               4:25
10. Raise the Roof                                      5:18
11. Megablast                                           2:51
12. Terminator X Speaks with His Hands                  2:13